# Raffaele Costantino
Raffaele Costantino (Bari, 14 juni 1907 – Milaan, 3 juni 1991) was een Italiaans voetballer, die speelde als aanvaller gedurende zijn carrière. Hij overleed op 83-jarige leeftijd.
Costantino speelde 23 interlands (acht goals) voor het Italiaanse elftal in de periode 1929-1933. Hij kwam als clubvoetballer uit voor AS Roma en AS Bari. Die laatste club had hij als trainer meermalen onder zijn hoede.